# Kościół Najświętszego Serca Pana Jezusa w Lubinie
Kościół Najświętszego Serca Pana Jezusa w Lubinie - usytuowany u zbiegu ulic Piastowskiej i Bolesława Chrobrego, w południowo - wschodniej części rynku. 

## Historia
Jest to neogotycka świątynia, wybudowana na miejscu ufundowanej przez lubińskich szewców kaplicy Świętego Mikołaja z XV wieku. 
Świątynia była budowana sześć lat od 1900 do 1906, kiedy to została poświęcona.
Grudzień roku 1945 był okresem pierwszej bożonarodzeniowej pasterki w Lubinie, w której uczestniczyli osadnicy przybyli z różnych części Polski oraz niemieccy ewangelicy. W roku 1946 ojciec Julian Białek OFM, przybyły tu z Krakowa, został pierwszym polskim proboszczem.

## Architektura
Budynek wykonany jest z cegły, posiada jednonawowe prezbiterium do którego dobudowana jest obszerna zakrystia. Ściany tej części świątyni podparte są przyporami. Wnętrze kościoła wyposażone jest dość skromnie. Dach pokryty jest dachówką ceramiczną. W północno-wschodniej części umiejscowiona jest wieża dzwonnicy, a jej szczyty ozdobione są sterczynami.